# Jerzy Widejko
Jerzy Widejko (ur. 12 czerwca 1933 w Warszawie, zm. 7 grudnia 2022 w Nowym Targu) – kapitan Wojska Polskiego, żołnierz Armii Krajowej, nazywany najmłodszym partyzantem Armii Krajowej na Wileńszczyźnie, propagator historii.

## Życiorys
Urodził się 12 czerwca 1933 roku w Warszawie. Jego ojciec prawdopodobnie zginął podczas wojny obronnej Polski 1939 roku, natomiast matka zmarła w 1942 roku na Wileńszczyźnie, gdzie następnie jako sierota przebywał u rodziny. W roku 1944 jedenastoletniego chłopca przygarnęła 3 Wileńska Brygada Armii Krajowej, pod dowództwem Gracjana Fróga, ps. „Szczerbiec”. W oddziale tym nadano mu pseudonim „Jureczek”. W III brygadzie służył przez siedem miesięcy, do stycznia 1945 roku, jako łącznik oraz przy różnych pracach pomocniczych, następnie trafił do przejściowego obozu dla internowanych w Miednikach Królewskich. Za kontakty z partyzantami i walkę z władzą sowiecką został osadzony w siedzibie NKWD w Turgielach, skąd po kilku miesiącach trafił do domu dziecka. W okresie PRL-u był członkiem PZPR-u. Dorosłe życie związał z Nowym Targiem, gdzie zamieszkał. W 2012 roku został awansowany na kapitana. Do końca swojego życia zajmował się propagowaniem historii szczególnie pośród młodzieży szkolnej. 
Jerzy Widejko jest bohaterem filmu dokumentalnego „Ballada o Jureczku” w reżyserii Dariusza Walusiaka (2008).
Zmarł 7 grudnia 2022 w Nowym Targu. Pochowany na Cmentarzu Batowickim w Krakowie w kwaterze Żołnierzy AK.

## Nagrody i Odznaczenia
- Order Polonia Mater Nostra Est (2003)[10]
- Krzyż Orderu Krzyża Niepodległości (2013)[11]
- Nagroda „Sygnet Niepodległości” (2017)[12]

## Publikacje
- Jerzy Widejko, Najmłodszy partyzant wileńskiej AK, 2003, ISBN 83-88659-15-4. Brak numerów stron w książce

## Kontrowersje
Większość informacji o Jerzym Widejce pochodzi od niego samego. W 2011 roku Rada Miejska Nowego Targu odmówiła mu przyznania medalu „Za szczególne zasługi dla Nowego Targu”. Adam Rąpalski, dyrektor Muzeum Armii Krajowej w Krakowie, podnosił kwestię, że jedenastoletni chłopak nie mógł zostać zaprzysiężony, zatem nie może mieć statusu kombatanta. Historyk Łukasz Połomski z Uniwersytetu Pedagogicznego im. Komisji Edukacji Narodowej w Krakowie uważa, że mogło być to możliwe. W 2016 roku Sąd Okręgowy w Nowym Sączu w prawomocnym wyroku uznał, że Jerzy Widejko ma prawo do tytułu kombatanta.